# Relazioni bilaterali tra Egitto e Italia
Le relazioni bilaterali tra Egitto e Italia durante la seconda guerra mondiale furono compromesse dall'invasione italiana dell'Egitto. Tuttavia dopo la guerra, le relazioni sono state ristabilite e sono solide. L'Egitto ha un'ambasciata a Roma e un consolato a Milano, mentre l'Italia ha un'ambasciata al Cairo e un consolato ad Alessandria d'Egitto, inoltre le due nazioni sono membri dell'Unione per il Mediterraneo.